# 鲁智深
鲁智深是中国古典白话小说《水浒传》中的重要角色，梁山一百单八将之一，本名鲁达，渭州人氏。原是基层武官，後因仗義殺人被通緝，出家避祸，逃到五台山文殊院，法名智深。因身上有刺花，人称花和尚。

## 生平

### 殺人出家
鲁达长得身高体壮，方口直鼻，腮边一部络腮胡。为人性如烈火，力大无穷，有万夫不当之勇。本在渭州「小种经略相公」师中手下当差，任经略府提辖，在地方上頗具威名，與富户之子史進及街边小贩李忠于茶馆相识并結为好友。三人饮酒叙谈间闻知民女金翠莲遭当地恶霸「镇关西」鄭屠欺辱，鲁达大怒，前往教训鄭屠，却因用力过猛失手将其打死，犯下重罪，遭官府缉拿，遂逃离渭州。期间得赵员外相助，介绍其前往五台山文殊院剃髮为僧以避官司，得法名「智深」。智真长老说偈赐名曰：“灵光一点，价值千金。佛法广大，赐名智深。”智深在寺中难守佛门清规，屡屡酒醉闹事，砸毀金剛佛像，甚至打伤数十名僧众，智真长老只得遣其改投汴梁大相国寺，临别赠四句偈言：
|  | 遇林而起，遇山而富。遇水而兴，遇江而止。 |

途中魯智深投宿桃花村，聽聞桃花山山賊头目「小霸王」周通欲強娶村長劉太公之女，大为不悦，遂私自设计在新婚之夜假扮新娘，摸黑将周通痛打一頓。众山贼喽啰见状一拥而上，鲁智深挥动六十二斤水磨镔铁禅杖，大喝一声，贼众无人敢于上前，尽作鸟兽散。劉太公發現魯智深行徑後十分惊恐，哀叹魯智深将害死全桃花村村民，魯智深不以为然，并承诺将留下力保全村人不受山贼之害。
周通回頭攜桃花山大头目「打虎将」李忠领一众喽啰前往報仇雪耻，李忠到时卻發現魯智深便是之前茶馆内相识的军汉魯達。于是在李忠的調解和魯智深的勸說之下，周通便罷了這門親事，与鲁智深尽弃前嫌。事後魯智深受邀上桃花山作客，李忠知魯智深有当千之勇，欲让位与其作桃花山新主，但魯智深看不惯李忠等欺凌弱小、作风吝啬，不願與之為伍，遂不辞而别。
離了桃花山後，魯智深路經瓦罐寺想入內化緣，門口老僧却說內有化裝成道士與僧人并強佔寺內財物的惡賊崔道成與邱小乙，魯智深闻之大怒，径直入寺討賊，但因飢餓乏力被打退，只得無奈下山。众僧见魯智深被趕跑后，因惧怕遭崔道成清算，十餘人皆在房內自缢而死。魯智深下山后巧遇史進，以肉乾果腹充饥後，兩人一同衝進寺內怒殺崔道成與邱小乙，事後魯智深惜别史進，繼續赶往大相國寺。

### 聚義梁山
鲁智深到相国寺后奉命看守菜园，附近地痞二三十人前来打算给其一下马威，却被当即识破，领头的被扔进粪池。之后鲁智深更是以倒拔垂杨柳展示神力，众地痞见后大惊，皆跪地拜服，其后每日携酒肉前往伺候。鲁智深则每日打煞筋骨、演练兵器。期间偶遇林冲，二人相谈甚欢，遂結義为兄弟。後林冲因得罪太尉高俅，惨遭迫害，刺配沧州，鲁智深一路暗中保护。在野猪林裏，狱卒董超與薛霸授命欲结果林冲性命，幸得鲁智深及时出现，将二人打翻在地，抡起禅杖便要砍杀二人，但被林冲制止。鲁智深仍放心不下，一路护送林冲至沧州七十里外方才离去。事后智深亦因此为高俅所迫，被下令逐出寺院，并遭人四处缉捕。鲁智深于是放火焚烧菜园，亡命天涯，从此与官府决裂。
途中鲁智深结识杨志、曹正等好汉，并一同打下二龙山。鲁智深一禅杖打碎贼首邓龙头颅，并收编其喽啰，作了山寨頭領。随后武松等亦陆续前来投奔。众人多次打退官府军马围剿，斩杀颇多。
后朝廷遣大将呼延灼率精兵攻梁山泊，却遭大败。呼延灼投奔于青州知府慕容彦达府上，慕容知府遂商請借兵呼延灼助己剿平青州辖境內的各处山賊，桃花山为其首要扫荡目標。桃花山头目李忠、周通率众迎击不敌，求救于二龙山。魯智深于阵前单挑呼延灼数十合不分胜败。二龙山众头领知呼延灼为朝中猛将，武艺超群且善于统军，遂决定纠集二龙山、桃花山、白虎山三山人马联合克敌，宋江亦领多名梁山头领率军赶往支援。呼延灼战败被擒，归顺梁山。青州城破後三山众好漢亦同上梁山落草。
上梁山後魯智深提議招少華山的史進等好汉入伙，宋江便遣武松与魯智深一同前往。不想当时史進因见义勇为不慎而遭賀太守所擒，魯智深气愤填膺，不顧武松反對一人冲入城中欲击杀贺太守救出史进，却反遭早有防备的賀太守设计擒住，與史進一同下獄。後經武松通報梁山，众头领率军下山攻下華州才將二人一并救出。宋江命解珍解宝兄弟当众割下贺太守首级。

### 反對招安
梁山一百单八条好汉聚义后，鲁智深位列十三，上应三十六天罡中的天孤星，为步军十大头领之一。在与宋朝官军的对阵中，鲁智深常协同武松率梁山步军奋勇冲杀，多立战功。后宋江在满江红词中流露出招安之意，鲁智深、武松、李逵当场发作，刘唐、阮小二、阮小五、阮小七、史进、穆弘等多名头领亦心有不快。鲁智深直言道：“只今满朝文武，俱是奸邪，蒙蔽圣聪。就比俺的直裰，染做皂了，洗杀怎得干净！招安不济事！便拜辞了，明日一个个各去寻趁罢。”
梁山受朝廷招安后，鲁智深陪同宋江上五台山参礼智真长老，智真對魯智深说：“徒弟一去数年，杀人放火不易！”临别再赠四句偈言:
|  | 逢夏而擒，遇腊而执。听潮而圆，见信而寂。 |

### 功成圓寂
作为梁山步军正将，鲁智深隨宋江参与了征伐辽军、田虎、王庆、方腊的全过程。征辽时，鲁智深与武松等率众攻太阳阵，杀散敌兵；讨田虎，与李逵率步军截击敌悍将钮文忠，鲁智深一禅杖将其连盔带头砸成碎片，并打翻妖道马灵，将其生擒。
后隨军南征方腊，鲁智深单挑其麾下猛将“宝光如来”邓元觉，数十合难分胜负。武松恐鲁智深有失，挺起双戒刀直去夹攻，邓元觉败退回城。血战乌龙岭，鲁智深数合击退敌将夏侯成，并独自冲散敌军追击败将，却在山中迷路；得一僧指点，从缘缠井中解脱，生擒方腊，立下大功。

战后，宋江大喜，劝智深还俗为官，荫子封妻，光宗耀祖，智深答说：“洒家心已成灰，不愿为官，只图寻个净了去处，安身立命足矣。”宋江又劝他住持名剎，光耀宗門，报答父母，智深说：“都不要！要多也无用。只得个囫囵尸首，便是强了。”魯智深遂拒隨宋江进京，打算留在餘杭六和寺出家渡過餘生，與同在此出家的武松，一起照顧当时已病入膏肓的林沖。不久後林沖病逝。半年後的某夜，魯智深听得钱塘江潮信，顿悟自己的大限已至，于是沐浴更衣，圆寂涅槃，留颂曰：
|  | 平生不修善果，只爱杀人放火。忽地顿开金绳，这里扯断玉锁。咦！钱塘江上潮信来，今日方知我是我。 |

火化法语曰：
|  | 鲁智深，鲁智深！起身自绿林。两只放火眼，一片杀人心。忽地随潮归去，果然无处跟寻。咄！解使满空飞白玉，能令大地作黄金。 |

而在“古本水浒传”中，鲁智深最后并未在杭州坐化，而是携武松同回五台山修行。

## 影視

### 电影
- 1958年电影《林沖》：张翼
- 1962年京剧电影《野猪林》：袁世海
- 1962年香港邵氏《花田错》：冯毅
- 1972年香港邵氏《水滸傳》：彭鹏
- 1972年香港邵氏《林冲夜奔》：樊梅生
- 1975年香港邵氏《荡寇志》：彭鹏
- 1984年香港电影《浪子燕青》：王海生
- 1988年电影《阮氏三雄》：侯连生
- 1992年电影《水浒传之英雄本色》：徐锦江
- 2016年电影《九纹龙史进之大破瓦罐寺》：法志远
- 2019年电影《豹子头林冲》：晋松

### 电视剧
- 1973年日本NTV版《水浒传》：长门勇
- 1975年香港TVB版《民间传奇之林冲》：黄新
- 1976年香港TVB版《逼上梁山》：卢海鹏
- 1983年山东版《水浒》：于守金
- 1986年香港TVB版《林沖》：秦煌
- 1997年电视剧《一枝花和尚》：徐锦江
- 1998年央视版《水浒传》：臧金生
- 1998年电视剧《拭血问剑》：徐锦江
- 2001年电视剧《情义英雄武二郎》：王长城
- 2003年电视剧《花田喜事》：卢勇
- 2011年版《水浒传》：晋松
- 2013年版《武松》：李永林
- 2018年版《小戏骨：水浒传》：万君逸